# صخرة ذات درع حراري
صخرة الدرع الحراري هي عبارة عن نيزك حديدي بنفس حجم كرة السلة عثر علية على سطح المريخ بواسطة متجول ناسا أبورتيونيتي في يناير كانون الثاني عام 2005. وتم تسميته رسميا بنيزك ميريدياني بلانوم بواسطة جمعية النيازك الدولية في أكتوبر 2005 (يتم تسمية النيزك دائما نسبة إلى المكان الذي يتم العثور عليه فيه).

## اكتشاف
تم تكون النيزك عن طريق الصدفة، في محيط درع الحرارة الخاص بها (ومن هنا جاء الاسم). وقد تم اتخاذ فرصة لدراسة درع الحرارة بعد الخروج من مرحلة ثبات الفوهة. وكان هذا أول نيزك عثر عليه على كوكب آخر، وثالثا عثر عليه على جسم آخر من نظام الطاقة الشمسية - تم العثور على اثنين آخرين، وهما كريتير بينش كريتر وهادلي ريل على سطح القمر.

### التحليل
تم تصنيف الصخرة في البداية على أنها غير عادية كما ظهر، من التحليل مع مطياف تيس البسيط، طيف الأشعة تحت الحمراء الذي ظهر مشابها على نحو غير عادي إلى انعكاس السماء. ثم أجريت القياسات في الموقع من تركيبها باستخدام أبس، والتي تبين أنه يتكون من 93٪ الحديد، النيكل 7٪، مع كميات ضئيلة من الجرمانيوم (~ 300 جزء في المليون) والغاليوم (<100 جزء في المليون). تظهر أطياف موسبور الحديد لتكون في المقام الأول في شكل معدني، مؤكدا هويتها باعتبارها نيزك الحديد والنيكل، تتألف من كاماسيت مع النيكل 5-7٪. وهذا مطابق أساسا لتكوين نيزك الحديد إاب النموذجي الذي وجد على الأرض. سطح الصخرة يظهر ريجماغليبتس، أو حفر شكلت من قبل الاجتثاث التي أحدثها النيزك خلال مروره من خلال الغلاف الجوي، سمة من سمات النيازك.
لم تبذل أي محاولة للحفر في النيزك باستخدام أداة تآكل الصخور (رات)، لأن الاختبار على النيازك الحديدية على الأرض أظهر أن أدوات الحفر روفر سوف تتآكل وتتضرر. تم تصميم رات للحفر في الصخور العادية، وليس في سبائك الحديد والنيكل. ميريدياني بلانوم، جزء من المريخ حيث تم العثور على هذا النيزك، ويشتبه في أنها قد تم تغطيتها مرة واحدة بطبقة من المواد بسماكة تصل إلى 1 كم (0.62 ميل) التي تآكلت في وقت لاحق. ومع ذلك لا توجد أدلة تشير إلى متى تأثرت. لينجو التأثير إلى حد كبير دون أن يكون قد تأثر على أقل من ~ 1.5 كم / ثانية. الذي يضع حدودا على ديناميات دخولها وجو المريخ في الوقت الذي أثر فيه. على أي حال، لا يظهرالنيزك الكثير من علامات الصدأ. وفي غياب المعرفة التفصيلية لبيئة المريخ، لا يمكن استنتاج ما إذا كان قد وقع التأثير مؤخرا أم لا.

## نيازك أخرى من الحديد والنيكل وجدت على المريخ
بعد التعرف على صخرة الدرع الحراري كنيزك، تم اكتشاف خمسة نيازك حديدية مماثلة من قبل أوبورتونيتي (المعروفة باسم «جزيرة بلوك»، «أيرلندا» «جزيرة ماكيناك»، «أويلان رويده» و «جزيرة المأوى»). تم تحديد اثنين من النيازك المتكونة من الحديد والنيكل من قبل روفر الروح (اسمه رسميا «ألان هيلز» و «تشونغ شان»). تم تحديد نيزك واحد من الحديد والنيكل بواسطة كوريوسيتي روفر، عرفته «لبنان». بالإضافة إلى ذلك، تم تحديد العديد من النيازك الحجرية على المريخ.

## المصطلح
مصطلح «نيزك المريخ» عادة ما يشير إلى شيء مختلف تماما: النيازك على الأرض التي يعتقد أنها قد نشأت من المريخ، مثل النيزك الشهير ALH84001 .